# ناحیه شهر نو
ناحیهٔ شهر نو (به تاجیکی: Ноҳияи Шаҳринав) یکی از ناحیه‌های اداری استان ناحیه‌های تابع جمهوری است که در غرب کشور تاجیکستان جای دارد و مرکز آن، جماعت شهر نو است.

## حکومت
سرور ناحیهٔ شهر نو، رئیس حکومت آن است که توسط رئیس جمهور تاجیکستان برگزیده می‌شود، نهاد قانونگذاری ناحیهٔ شهر نو، مجلس نمایندگان خلق می‌باشد که توسط رأی‌دهندگان این ناحیه برای ۵ سال انتخاب می‌شوند.

## تقسیمات
جماعت‌های این ناحیه بشرح زیر است:
| بخش‌های ناحیهٔ شهر نو |       |
| جماعت (بخش)         | جمعیت |
| صبا                 | ۱۲۶۶۵ |
| سِلبور               | ۱۱۱۶۹ |
| شهر نو              | ۷۴۳۸  |
| چوزی                | ۱۲۰۶۸ |
| حسنف                | ۲۱۰۴۶ |
| باغستان             | ۷۳۷۳  |
| اکتیابر             | ۴۸۹۴  |